# Zheng He
Zheng He (郑和; Zhèng Hé), född 1371, död 1435, var en kinesisk amiral och sjöfarare under Mingdynastin. Zheng He ledde under åren 1405 till 1433 sju expeditioner till Sydostasien, Indiska oceanen och Afrikas östkust. Amiralen förfogade över en enorm flotta av hundratals båtar och med tusentals man i besättningen. Anledningen till resorna var huvudsakligen diplomatiska och politiska för att höja Yongle-kejsarens status och ge prestige. Trots att expeditionerna var storskaliga var de länge okända för både kinesiska och västerländska forskare och uppmärksammades grundligt först under 1900-talet. Kinas ambitioner att bli en sjömakt upphörde efter Zheng Hes död.

## Biografi
Zheng He föddes 1371 med namnet Ma He (马和; Mǎ Hé) i det som idag är provinsen Yunnan i Kina. Regionen erövrades 1254 av mongoliska Khubilai khan och styrdes under Yuandynastins (1271–1368) inledande år av en muslimsk guvernör Sayyid Ajall Shams al-Din från Buchara. Guvernören introducerade Islam i regionen och Ma Hes familj som invandrat till Yunnan vid den tiden var muslimer. Trots att Zheng He föddes muslim förefaller hans religiösa tro ha varit eklektisk. I bevarade inskriptioner tillbeder han till exempel Tian Fei och han skall ha hjälpt till att bygga buddhistiska tempel. Hans arabiska namn var Hajji Mahmud Shams och var ättling i sjätte generationen till guvernör Sayyid Ajall Shams al-Din. Hans ursprungliga familjenamn kom från Shams al-Dins femte son Masuh. Både hans far Mir Tekin och farfar Charameddin hade vallfärdat till Mecka.
Mingdynastin (1368–1644) hade några år innan Ma He fötts tagit makten över centrala Kina, men Yunnan kontrollerades fortfarande av en mongolisk prins. 1381 erövrades Yunnan av Mingdynastins general Fu Youde, och ett av generalens uppdrag var att skaffa unga pojkar som skulle kastreras och bli hoveunucker i huvudstaden Nanjing. Ma He hittades och valdes ut på grund av att han konstaterats vara alert, modig och hade höga intellektuella kvalitéer.
I Nanjing placerades Ma He hos prinsen av Yan. På grund av Ma Hes imponerande fysik utbildades han till militär. Ma He var högpresterade och skaffade sig utmärkta militära meriter vid landets gränsområden, och kejsar Hongwu gav honom namnet Zheng He. 1402 tog prinsen av Yan makten över dynastin efter en statskupp och utropade sig som kejsare Yongle. Under inbördeskriget tjänstgjorde Ma He som en av Yongles generaler och han spelade en viktig roll under maktövertagandet. Yongle hade stort förtroende för Zheng He, och gjorde honom till chef över den flotta kejsaren höll på att bygga upp för stora planerade expeditionsresor västerut. Att Zheng He var muslim troddes vara en fördel då de vatten och länder som skulle utforskas dominerades av araber. Yongle anförtrodde också Zheng He bygget av Porslinstornet i Nanjing åren 1412 till 1431.

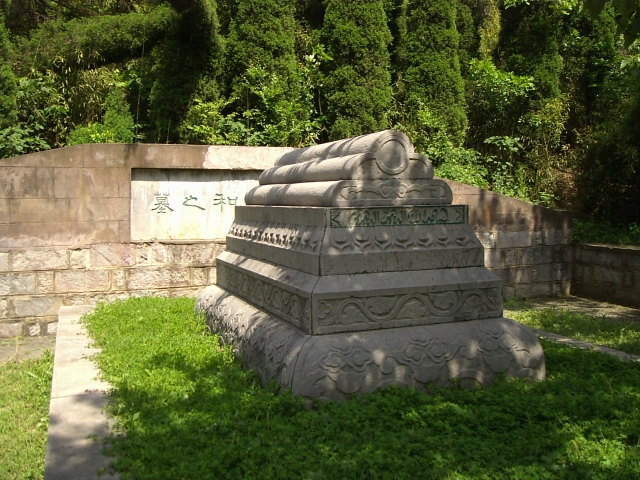
Zheng Hes tomma grav i Nanjing.

Zheng He avled 62 år gammal 1433 i Indien under sin sjunde expeditionsresa, och begravdes sannolikt till sjöss. Zheng He har dock en gravplats i Nanjing som grävdes ut 2010, men den innehåller ingen kropp. Eventuellt begravdes hans skor och en fläta av hans hår i Nanjing.

## De sju expeditionerna

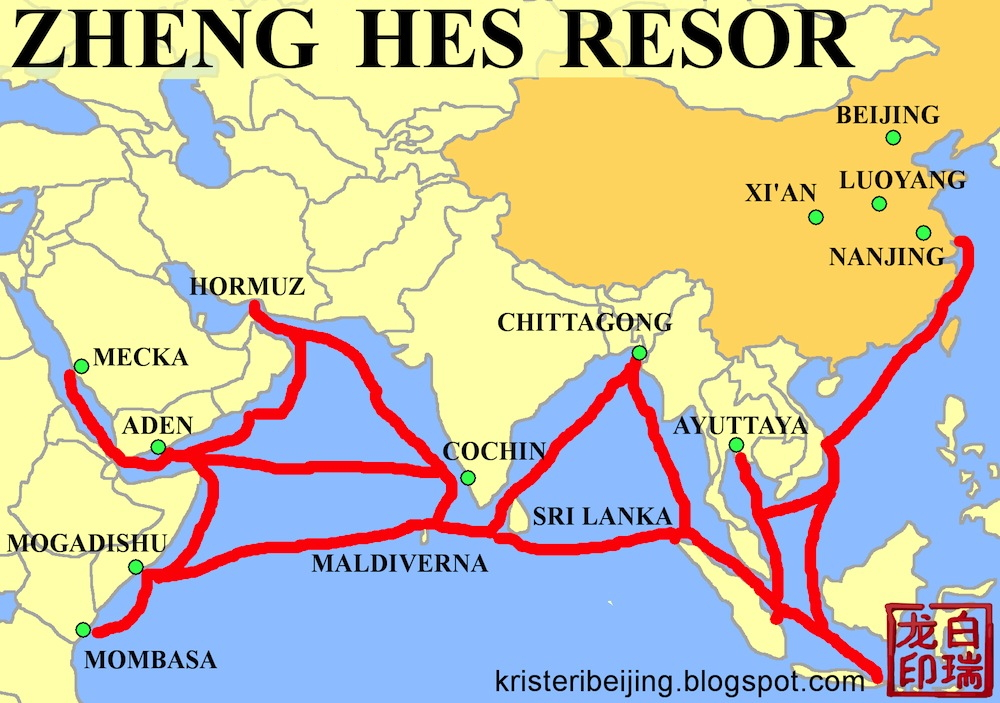
Översikt över de resor som Zheng He gjorde.

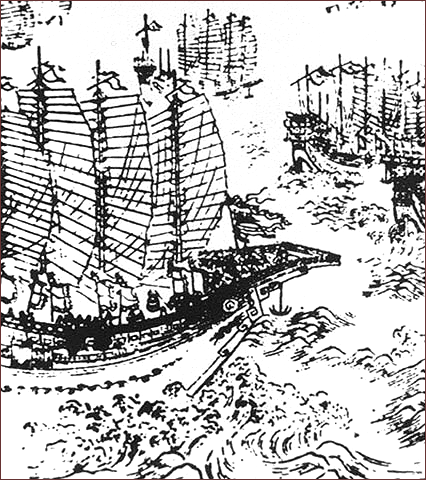
Kinesiskt träsnitt från tidigt 1600-tal.

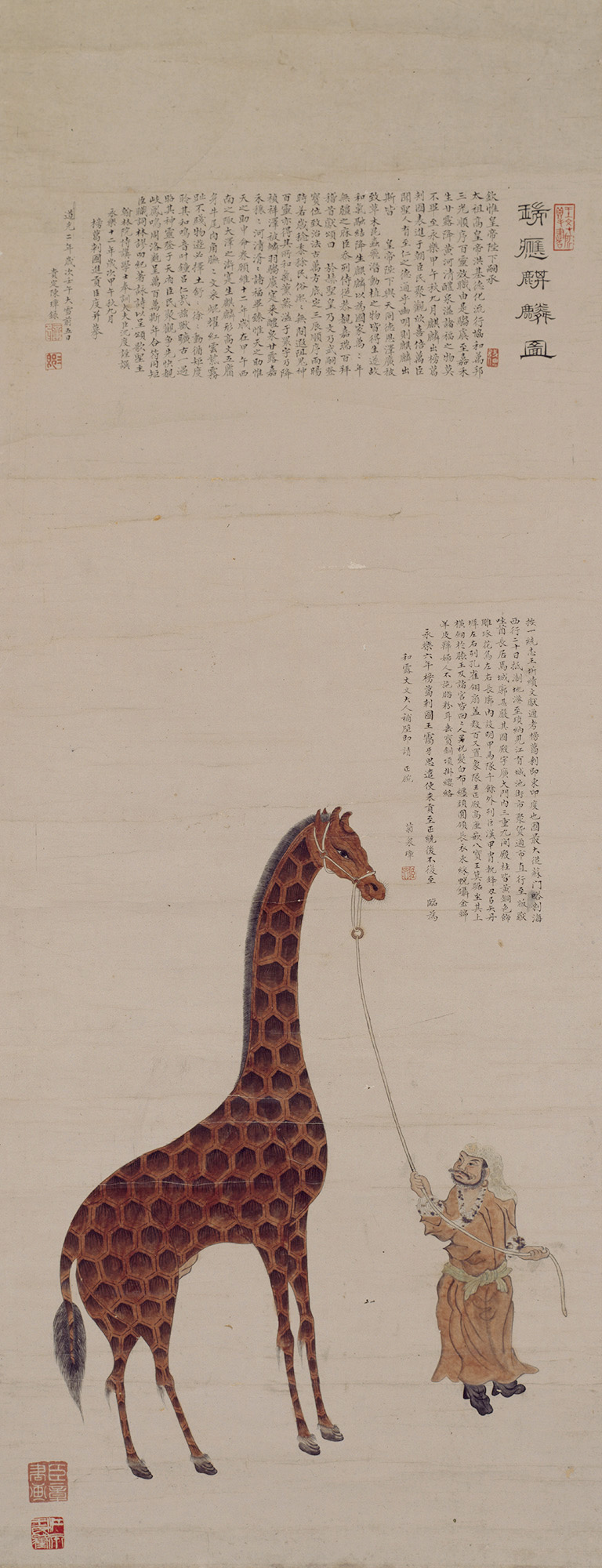
Giraff som hämtades från Afrika 1414, av hovartisten Shen Du.

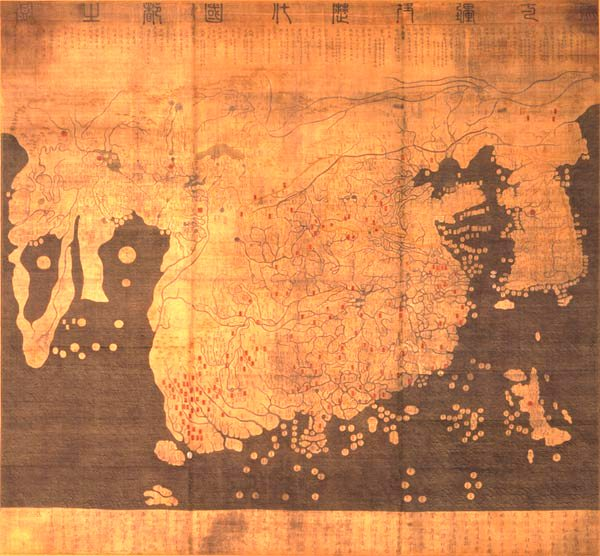
Kangnido-kartan från Korea, 1402.

Den totala bemanningen som följde med på expeditionerna varierade i spannet 20 000 till 32 000 personer. Var och en av expeditionerna tog två år eller längre. Flottan följde monsunvinden som ändrade riktning mellan sommar och vinter. De seglade ut under vintermonsunen från nordväst på höstarna och återvände under den indiska sommarmonsunen, som blåser från sydväst.
Anledningen till resorna var huvudsakligen diplomatiska och politiska för att höja den nya dynastins status och ge prestige. Resorna var inga riktiga upptäcktsresor då de följde segelrutter som varit kända sedan länge. Alla sju expeditionerna besökte Vietnam, Indonesien, Sri Lanka och Indien och flera av resorna fortsatte till Iran, Jemen och vidare söderut längs Afrikas ostkust. Ibland delades flottan och tog olika resvägar. Flottorna seglade i regel ut från Taicang nordväst om Shanghai och gjorde sedan ett stopp i Changle i Fujian. Expeditionerna, med undantag för den andra, leddes av Zheng He själv.

### Första resan (1405–1407)
I juli 1405 lämnade expeditionen Taicang. Flottan bestod av 317 fartyg, varav 62 var skattskepp. Den sammanlagda besättningen var  27 800 man. Expeditionen besökte Champa (Vietnam), Java, Palembang, Sumatra, Malacka (Malaysia) varefter flottan fortsatte över Indiska oceanen till Sri Lanka och till Kochi (Kerala) på Indiens västkust som var resans mål.
På återresan mot Kina mötte flottan pirater nära Palembang som bekämpades i ett framgångsrikt slag. Den kinesiska piraten Chen Zuyi avrättades efter återkomsten till Kina. Expeditionen avslutades i juli 1407 i Nanjing.

### Andra resan (1407–1409)
Direkt efter ankomsten från första resan beordrades Zheng He av kejsar Yongle att göra en ny expedition. För att hinna med vintermonsunen lämnade expeditionen Taicang i september 1407. Flottan avvaktade i Changle (Fujian) över vintern innan de fortsatte västerut.
Flottan passerade Champa och vidare till Siam (Thailand). Zheng He lyckades skapa goda relationer med kungen av Siam. Expeditionen fortsatte till Java, Malacca, Sri Lanka, Kochi, Kozhikode och vidare norr ut till Gujarat.

### Tredje resan (1409–1411)
På hösten 1409 fick Zheng He order om att genomföra den tredje expeditionen, och han lämnade Fujian i december. Flottan bestod av 48 skattskepp och totalt 27 000 man i besättningen.
På bara tio dygn nådde flottan Champa där de delade upp sig i två grupper. En grupp reste till Siam medan Zheng He själv ledde gruppen som fortsatte till Java, Malacca och Sumatra, varefter de passerade Indiska oceanen till Sri Lanka. På Sri Lanka visade sig kungen fientlig, besegrades i strid och fördes tillbaka till Nanjing. Flottan fortsatte vidare till Kollam (Indien), Kochi och Kozhikode. Enligt en del källor besöktes även Maldiverna och Hormuzsundet på tredje resan.
Zheng He återvände till Nanjing i juni 1411, då efter ett nästan kontinuerligt resande sedan första resans start 1405.

### Fjärde resan (1413–1415)
Efter en resepaus på drygt två år påbörjades den fjärde resan i slutet av 1413 med 63 skattskepp och ca 28 000 man i besättningen.
Den fjärde resan hade Hormuzsundet som mål, och Zheng He tog med sig en islamisk mästare på resan eftersom många av de planerade destinationerna var arabiska länder.
Efter det vanliga stoppet i Champa delades expeditionen i två grupper. En grupp besökte Malackahalvön, och den andra gruppen leddes av Zheng He och fortsatte till Java, Sumatra, Palembang och Malacca varefter de fortsatte till Sri Lanka. Efter Sri Lanka besöktes flera av Maldivernas öar varefter de fortsatte västerut över Arabiska havet. Expeditionen nådde Ormus vid dagens Hormozgan vid inloppet till Persiska viken. Flottan fortsatte sedan söder ut och besökte Aden i Jemen varefter de fortsatte vidare söderut längs Afrikas östkust.
Flera av de besökta rikena skickade med representanter som följde Zheng He till Kina. Zheng He tog även med sig exotiska djur tillbaka till Kina. Mest uppseendeväckande var den giraff som Zheng He fick i Kenya, och som han tog med sig till hovet i Nanjing.

### Femte resan (1417–1419)
På vintern sent 1417 startade den femte resan med en flotta på 63 skattskepp och cirka 27 000 man i besättningen.
Den femte expeditionen utrustades för att transportera diplomaterna från den fjärde resan tillbaka till sina hemländer och för att införskaffa fler exotiska djur.
Expeditionen passerade Champa och Malacca samt besökte Banda Aceh på Sumatra innan den fortsatte västerut till Sri Lanka och Kochi på indiska västkusten. Zheng He fortsatte västerut över Arabiska havet till Hormuzsundet. Efter Persiska viken fortsatte expeditionen söder ut till Dhofar och Aden, innan resenärerna nådde Mogadishu i Somalia. De fortsatte längs Afrikas östra kust till Barawa och vidare till Malindi i Kenya.
Zheng He fick med sig giraffer, zebror, antiloper, lejon, kameler och strutsar tillbaka till Kina. Expeditionen avslutades i juli 1419.

### Sjätte resan (1421–1422)
Den sjätte resan utmärkt sig för att vara mer av upptäcktsresa än de övriga, men hade även som syfte att transportera hem ambassadörer som följt med till Kina under den femte och tidigare resan. Den sjätte resan påbörjades redan på våren 1421. Efter att ambassadörerna var hemtransporterade utforskade Zheng He den afrikanska ostkusten och Arabiska halvön. Flottan delades, och Zheng He vände tillbaka till Kina redan under 1421, och den andra gruppen återkom 1422. Den sjätte resan är den minst dokumenterade.

### Sjunde resan (1431–1433)
Den sjunde resans mål var att informera världen västerut om den nya kejsaren Xuandes regim, och även att försöka medla fred med Siam och Malacca, som båda var viktiga handelspartner till Kina. Totalt bestod flottan av 300 skepp och 27 500 man.
Expeditionen besökte Qui Nhon i Champa, Java, Palembang, Malacca, Sumatra Sri Lanka och vidare till Kozhikode, där Zheng He sannolikt stannade på grund av sjukdom. Delar av flottan fortsatte västerut till över Arabiska havet till Röda havet och besökte  Mecka och Medina. Zheng He avled 62 år gammal på hemresan.

## Fartygen

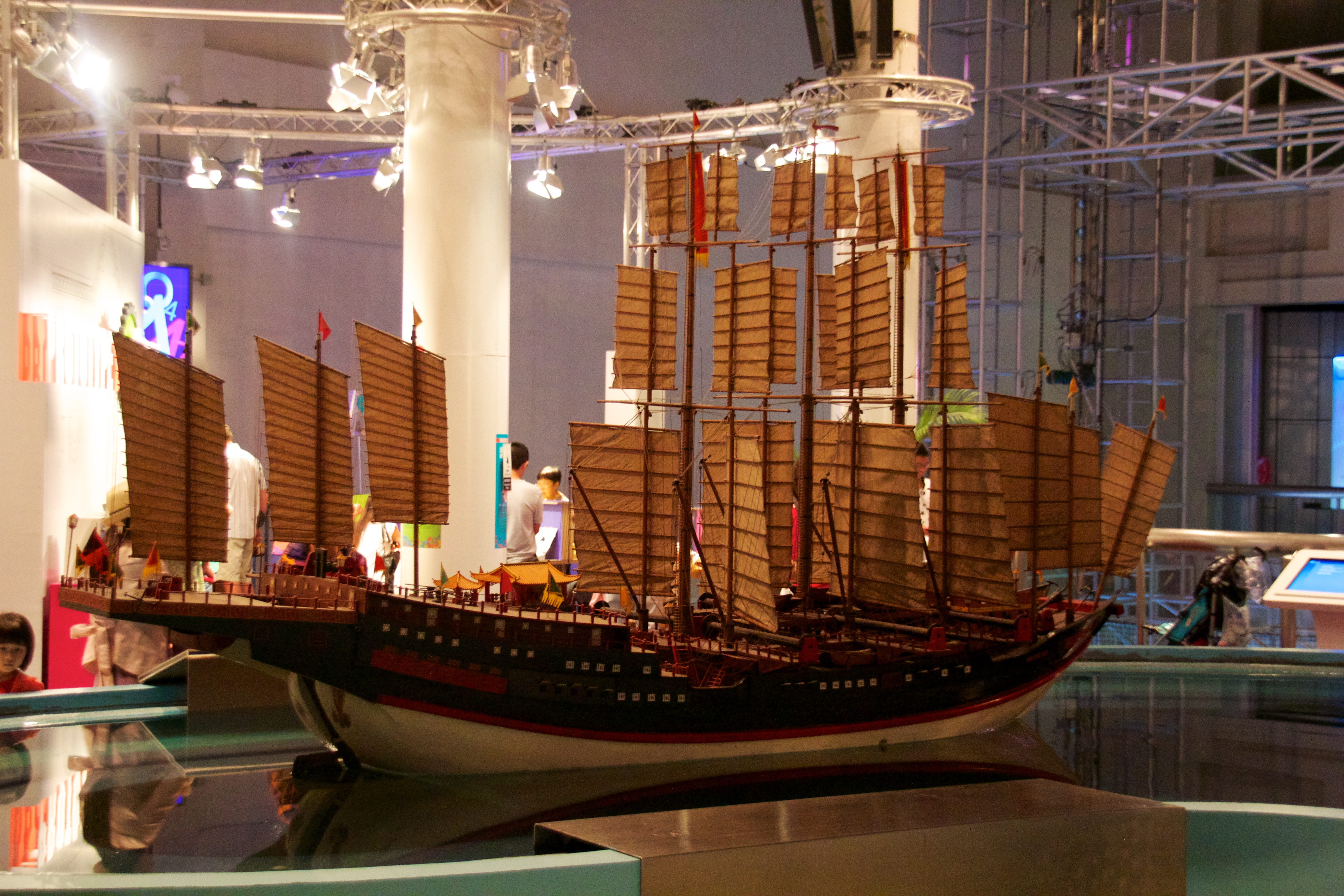
En modell av ett av Zheng He's skattskepp.

Under Songdynastin (960–1279) hade den kinesiska båtbyggarkonsten gjort stora framsteg med utveckling av tekniker såsom uppdelade skrov separerade med vattentäta skott och externa akterroder med mekanisk styranordning. De största fartygen som byggdes var gigantiska djonker, kallade skattskepp (宝船; bǎochuán). Skattskeppen var mer än 130 m långa, mer än 50 m breda och hade nio master och tolv segel. Lastkapaciteten var 2 500 ton med ett deplacement på 3 100 ton. De mindre skeppen som byggdes för expeditionerna var drygt 60 m långa. Totalt byggdes mellan 1405 och 1433 närmare 2 000 fartyg varav ungefär hundra skattskepp.
Två skeppsvarv i Nanjing i Guloudistriktet vid Yangtzefloden användes för att uppföra den stora flottan; Longjiangvarvet (龙江厂) och Skattskepssvarvet (宝船厂). Longjiangvarvet uppfördes ursprungligen under Södra Songdynastin (1127–1279), och expanderades i samband med bildandet av Mingdynastin 1368. Skattskeppsvarvet uppfördes specifikt för att bygga skattskeppen till expeditionerna, och var bara aktivt 1403 till 1433.

## Upphörande av Kinas marina ambitioner
Efter Yongle-kejsarens död 1424 skedde en omsvängning av den kinesiska politiken till förmån för att försvara landet från mongoliska angrepp norrifrån och en tyngdpunkt på inhemsk jordbruksproduktion. Efter en sjunde resa, då Zheng He också avled förbjöds fortsatt byggande av stora fartyg och den kinesiska sjömakten förföll snabbt. Runt år 1500 hade den kinesiska marinens närvaro upphört också i Kinesiska sjön och Kina blivit enbart fastlandsstormakt.

## Eftermäle
Zheng Hes expeditioner var länge okända för både kinesiska och västerländska forskare och den förste som uppmärksammade Zheng Hes öde och gärning var journalisten Liang Qichao, som i en artikel 1905 jämförde Zheng He med Christofer Columbus. De framstående sinologerna J.J.L. Duyvendak och Joseph Needham hävdade också att Zheng Hes resor i första hand handlade om upptäcktsresor, vilka då skulle skett hundra år före de stora europeiska upptäcktsresorna. Denna bild har dock reviderats i grunden av senare forskare, som Edward L. Dreyer som pekat på att Zheng He färdades längs med handelsrutter som länge varit kända av både arabiska och kinesiska sjöfarare och att det främsta syftet med hans resor var att legitimera Mingdynastin och Yongle-kejsarens styre i omvärlden.

## Kuriosa
År 2002 utgavs boken 1421: The year that China discovered the world av den brittiske sjöofficeren Gavin Menzies, i vilken författaren hävdar att kinesiska flottor under Zheng He skulle ha upptäckt också områden väster om Godahoppsudden långt före de europeiska upptäckarna. Bland annat skulle kineserna då ha upptäckt Syd- och Nordamerika och Grönland. Denna hypotes har inte vunnit burskap hos yrkeshistoriker.
En annan hypotes är att han är förebild för karaktären Sinbad sjöfararen i Tusen och en natt.